# 이사야마 하지메
이사야마 하지메(일본어: 諫山創, 1986년 8월 29일~)는 일본 오이타현 출신 만화가이다. 2009년 그의 데뷔작인 진격의 거인이 인기를 끌면서 유명해졌다.

## 논란
- "한국이 생기기 40년 전부터 있던 (일본) 군인을 일괄해서 나치 독일과 같은 수준으로 생각하는 것은 난폭한 생각인 것 같다. 일본에 통치를 받아 인구와 수명이 2배가 된 조선인이 민족 정화된 유대인에 들어맞다고는 생각하지 않는다. 그런 식의 분류가 오해와 차별의 기본이 되는 것이다" 라고 발언한 트위터 계정이 이사야마 하지메 작가의 비공식 계정이라는 소문이 일면서 논란이 되었다. 해당 트위터 계정은 비공개로 전환되어 있으며, 작가의 계정임을 입증할 수 있는 증거는 없는 상태이다.

- 모 한국인 네티즌이 해당 트위터 논란에 대한 진위 여부를 출판사인 고딘샤 측에 문의한 결과, "언급한 해당 계정은 이사야마 하지메 작가의 계정이 아니다"라고 답변하였다.

- 트위터 논란 이후 조선일보와의 인터뷰에서 일본의 과거 주변국들에 대한 죄를 간접적으로 인정하였고, 앞으로 일본이 전쟁은 하지 않을 것 같다는 발언을 하였다.[1]